# لاري فوس
لاري فوس (بالإنجليزية: Larry Foss)‏ هو لاعب كرة قاعدة أمريكي، ولد في 18 أبريل 1936 في Castleton, Kansas ‏ في الولايات المتحدة، وتوفي في 15 يونيو 2019.

## وصلات خارجية
- لاري فوس على موقع دوري كرة القاعدة الرئيسي (الإنجليزية)
- لاري فوس على موقعبيزبول رفرنس.كوم (الدوري الرئيسي) (الإنجليزية)
- لاري فوس على موقعبيزبول رفرنس.كوم (الدوري الثانوي) (الإنجليزية)